# Bolitoglossa chinanteca
Bolitoglossa chinanteca é uma espécie de anfíbio caudado da família Plethodontidae. Está presente no México. Não foi ainda avaliada pela UICN.